# Шах-Хуссейн
Шах-Хуссейн (начало XVI века) — сеид, глава духовенства Казанского ханства в 1512—1516 гг. Выполнял дипломатические поручения
В феврале 1512 г. возглавил посольство от Мухаммед-Эмина к Василию III и в Москве от имени казанского правительства подписал договор об установлении вечного мира между обоими государствами.
В 1516 году вторично ездил в Москву с переговорами о согласовании кандидатуры наследника Мухаммед-Эмина, который серьёзно заболел. Шах-Хуссейн возглавил посольство, в которое также входили земский князь Шах-Юсуф и опытный дипломат бакши Бозек. Посольство информировало русское правительство о болезни Мухаммеда-Эмина, просило об освободить брата хана Абдул-Латифа и признать его наследником ханского престола. Абдул-Латиф представлялся естественным и единственным из возможных кандидатов. Москва согласилась с его кандидатурой, но не отпустила его в Казань, а дала ему в управление Каширу. Для заключения формального договора в Казань приезжали послы из России, а затем сеид Шах-Хуссейн, снова ездил в Москву.